# Cryptococcus gattii
Cryptococcus gattii (Vanbreus. & Takashio) Kwon-Chung & Boekhout, anteriormente conhecido por Cryptococcus neoformans var gattii, é uma levedura encapsulada que ocorre primariamente em regiões de clima tropical e subtropical. O seu teleomorfo é designado por Filobasidiella bacillispora, um fungo filamentoso pertencente à classe Tremellomycetes. A espécie é uma das causas de criptococose em humanos, uma infecção pulmonar frequentemente fatal. Também é considerada o agente etiológico de algumas formas de meningite basal e da afecção cerebral conhecida por criptococoma.